# Mali-federatie
De Mali-federatie (Fédération du Mali), was een federatie in West-Afrika bestaande uit Senegal en Mali (Frans-Soedan), 

## Geschiedenis
Na W.O. II begonnen de Franse kolonies in West-Afrika te streven naar zelfbestuur en uiteindelijk volledige onafhankelijkheid (staatkunde). 
De Mali-federatie werd opgericht op 4 april 1959. De Mali-federatie maakte deel uit van de Communauté française (Franse Gemeenschap) en was autonoom. De hoofdstad was Dakar. Aanvankelijk zouden nog twee landen van Frans-West-Afrika deel gaan uitmaken van de Mali-federatie, namelijk Opper-Volta (het huidige Burkina Faso) en Dahomey (het huidige Benin), maar uiteindelijk waren het alleen Frans-Soedan en Senegal die de federatie vormden doordat de andere twee koloniale gebieden zich terugtrokken.
Op 20 juni 1960 verkreeg de Mali-federatie haar onafhankelijkheid. President van de federatie werd Modibo Keïta. Léopold Sédar Senghor, de premier van Senegal, werd voorzitter van de Federale Assemblée. De nieuwe staat viel al binnen twee maanden uit elkaar toen Senegal zich op 20 augustus 1960 uit de federatie terugtrok. Voornaamste reden hiervoor waren de tegenstellingen tussen het meer democratische Senegal onder Senghor en het meer autoritaire Frans-Soedan (Mali) onder Keïta.
Op 23 september 1960 riep Keïta de Republiek Mali uit en kwam er een definitief einde aan de Mali-federatie.